# Les quatre cents coups
Les quatre cent coups (dansk: Ung flugt) er en fransk film fra 1959, instrueret af Francois Truffaut. Filmens
titel betyder at lave rav i den.

## Handling
Filmen handler om den 13-årige Antoine Doinel og hans lidet lykkelige liv med en mor, der grundlæggende ikke vil have ham og en far, der
ikke rigtigt opfører sig som en far overfor ham, måske fordi han kun er Antoines stedfar. Filmen er bygget op som en samling af scener, der skal illustrere Antoines liv.

## Andet
Filmen er primært optaget i Paris, dog med den afsluttende strandscene i Villers-sur-Mer i Calvados